# Промокательная бумага

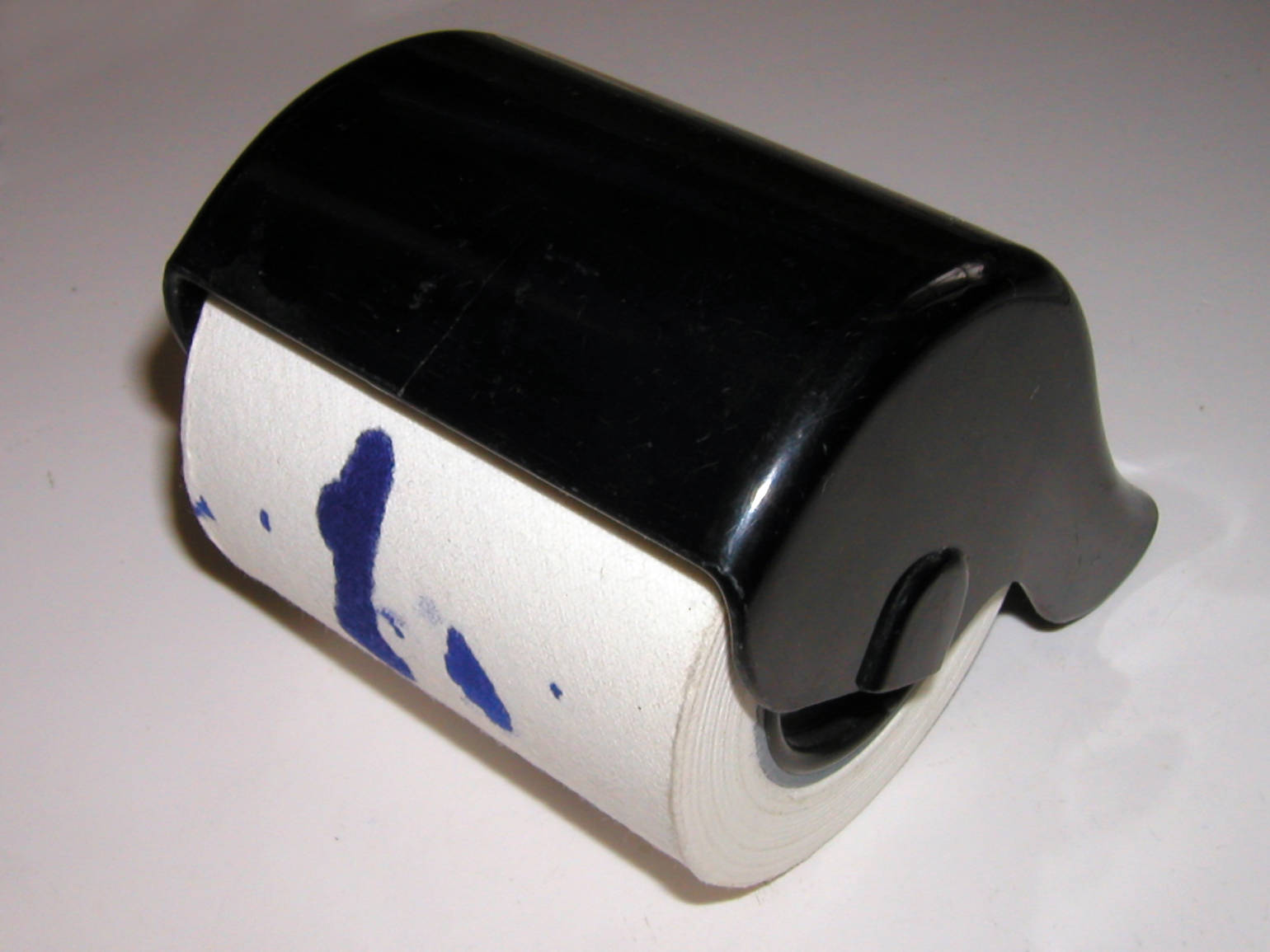
Промокательная бумага в рулоне

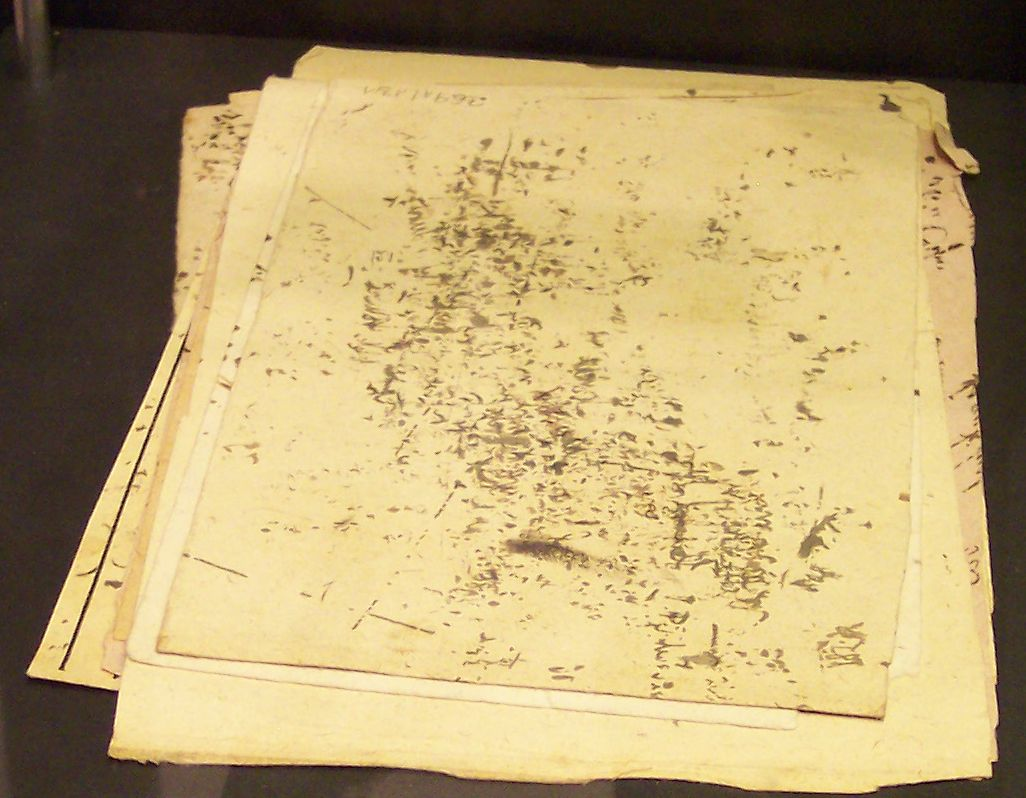
Листки промокательной бумаги с отпечатками записей

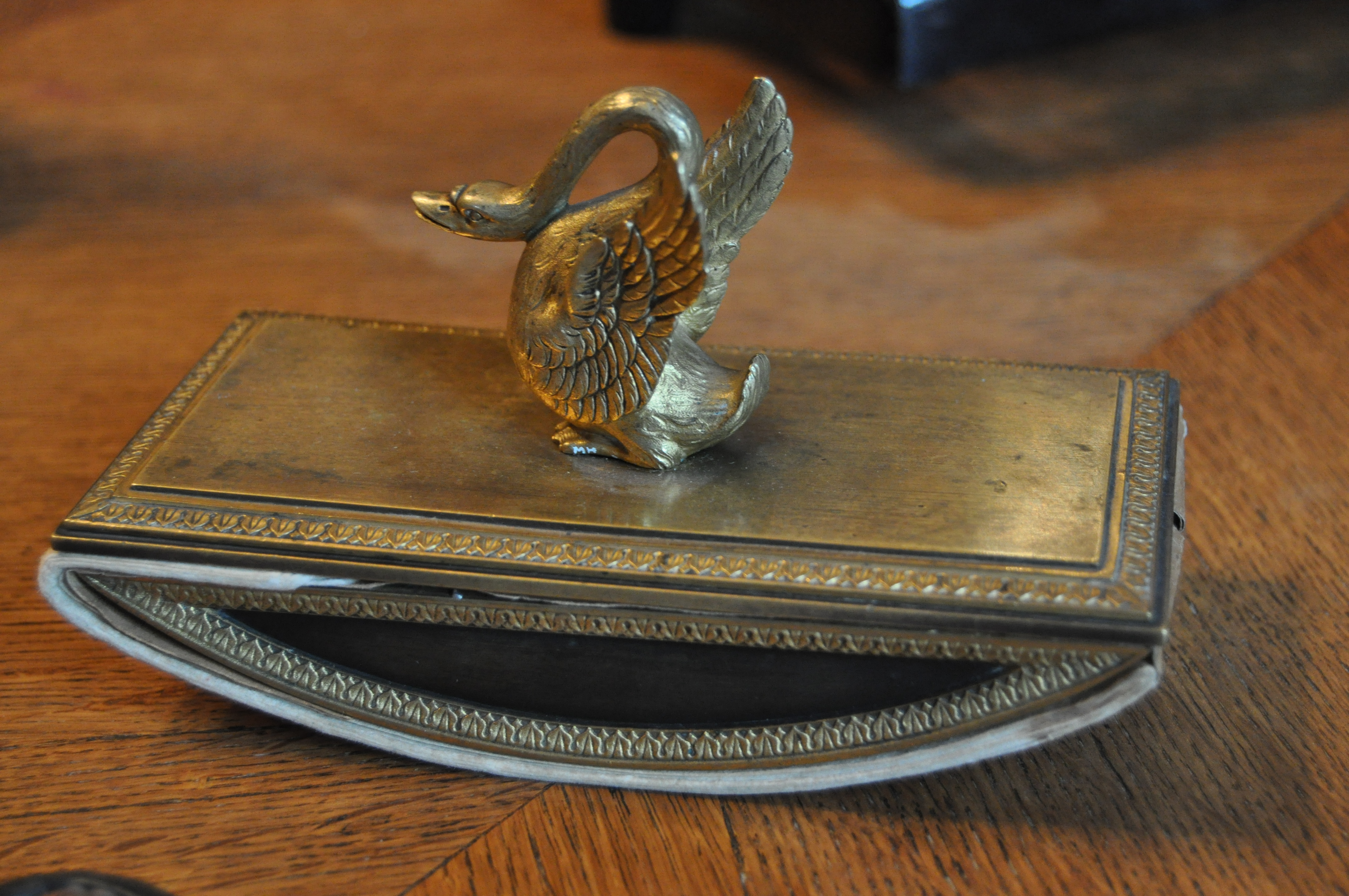
Пресс-бювар

Промока́тельная бума́га, бюва́рная бума́га, пропускная бумага, «клякспапи́р», клякс-папир, «промока́шка» — пористая бумага из слабо расщеплённых хлопчатобумажных волокон, выделывается преимущественно из ситцевых тканей, худшие сорта — из лиственной целлюлозы, несклеенная и малоспрессованная бумага, состоящая практически из чистой целлюлозы.
В структуре бумаги много мелких капилляров, вследствие чего она быстро впитывает жидкости, например, чернила. Широкое распространение «промокашка» получила в школах до эпохи повсеместного распространения шариковых ручек, производители школьных тетрадей обычно вкладывали один листок промокательной бумаги в каждую тетрадь. Школьники того времени писали чернильными перьевыми ручками, и наложение листа на только что написанное ускоряло процесс высыхания чернил и предотвращало размазывание чернил по тетради, рукам и одежде школьников. Промокашки использовались также для осушения клякс. Промокательная бумага также могла использоваться, будучи вставленной в пресс-бювар для удаления лишних чернил при письме.

## История
По одной версии, промокательная бумага была изобретена случайно. В 1835 году на одной из бумажных фабрик в Англии мастер забыл добавить клей в неготовую бумажную смесь. Бумага стала рыхлой, шершавой и непригодной для письма. Когда инженер стал распекать мастера за испорченную продукцию, ему вздумалось доказать, что и писать на такой бумаге нельзя. Проведённая пером жирная чернильная линия моментально впиталась. Вскоре бумажная фабрика целиком переключилась на изготовление промокашек.
До изобретения промокательной бумаги для подсушивания чернил использовался мелкозернистый песок, которым посыпали написанное из особой песочницы (эпизод с подобным действием можно наблюдать в фильме Л. Гайдая «Иван Васильевич меняет профессию», где дьяк Феофан со словами «Подпиши, великий государь!» подаёт царю-Бунше приказ «выбить крымского хана с Изюмского шляха»).
По другой версии песком посыпали только подпись, дабы избежать подделки оной методом катания яйцом.